# Final Fantasy X-2 Original Soundtrack
Final Fantasy X-2 Original Soundtrack è la colonna sonora del videogioco Final Fantasy X-2, prodotto da Square Co., Ltd. per PlayStation 2. L'album contiene tracce musicali del gioco, composte, arragiate e prodotte da Noriko Matsueda e Takahito Eguchi. È stato pubblicato il 31 marzo 2003.

## Tracce

### Disco uno
1. "Eternity ~Memory of Lightwaves~"
2. "Real Emotion ~FFX-2 Mix~"
3. "YuRiPa Battle 1"
4. "Yuna's Theme"
5. "YuRiPa Battle 2"
6. "Mission Complete"
7. "Sphere Hunter ~Seagull Group~"
8. "Mission Start"
9. "Gagazet Mountain"
10. "YuRiPa Battle 3"
11. "Game Over"
12. "Sir Rupuran Has Everything!"
13. "I'll Give You Something Hot!"
14. "Shuin's Theme"
15. "Besaid"
16. "Kilika"
17. "Luca"
18. "Mi'ihen Highway"
19. "Mushroom Rock Road"
20. "Young Alliance"
21. "Machine Faction"
22. "Guadosalam"
23. "Thunder Plains"
24. "Macalania Forest"
25. "Bikanel Desert"
26. "New Yevon Party"
27. "Calm Lands"
28. "Zanarkand Ruins"
29. "Sphere Hunter"
30. "Temple"
31. "Tension"

### Disco due
1. "Seagull Group March"
2. "Great Existence"
3. "Good Night"
4. "Anxiety"
5. "Infiltration!"
6. "Rikku's Theme"
7. "Chocobo"
8. "Paine's Theme"
9. "Bevelle's Secret"
10. "Under Bevelle"
11. "Yuna's Ballad"
12. "Help Store ~Seagull Group~"
13. "It's Our Turn Now!"
14. "Labyrinth"
15. "Confusion"
16. "Summoned Beast"
17. "Abyss of the Farplane"
18. "Eternity ~Memory of Lightwave~"
19. "1000 Words" (Original Mix)
20. "Nightmare of a Cave"
21. "Party"
22. "Vegnagun Starting"
23. "Clash"
24. "Struggle to the Death"
25. "Destruction"
26. "Demise"
27. "1000 Words" (Piano Version)
28. "Ending - ~Until the Day we Meet Again~"
29. "1000 Words" (Orchestra Version)
30. "Epilogue ~Reunion~"

## Curiosità
Nell'album sono presenti anche le tre canzoni del gioco Real Emotion, 1000 Words e 1000 Words (Orchestral Version), ma solo nella versione giapponese in quanto la versione americana delle canzoni è contenuta nell'album degli Sweetbox Adagio.